# Реэ (Вестервальд)
Реэ (нем. Rehe) — община в Германии, в земле Рейнланд-Пфальц.
Входит в состав района Вестервальд. Подчиняется управлению Реннерод. Население составляет 958 человек (на 31 декабря 2010 года). Занимает площадь 7,41 км².